# Citrombillegető

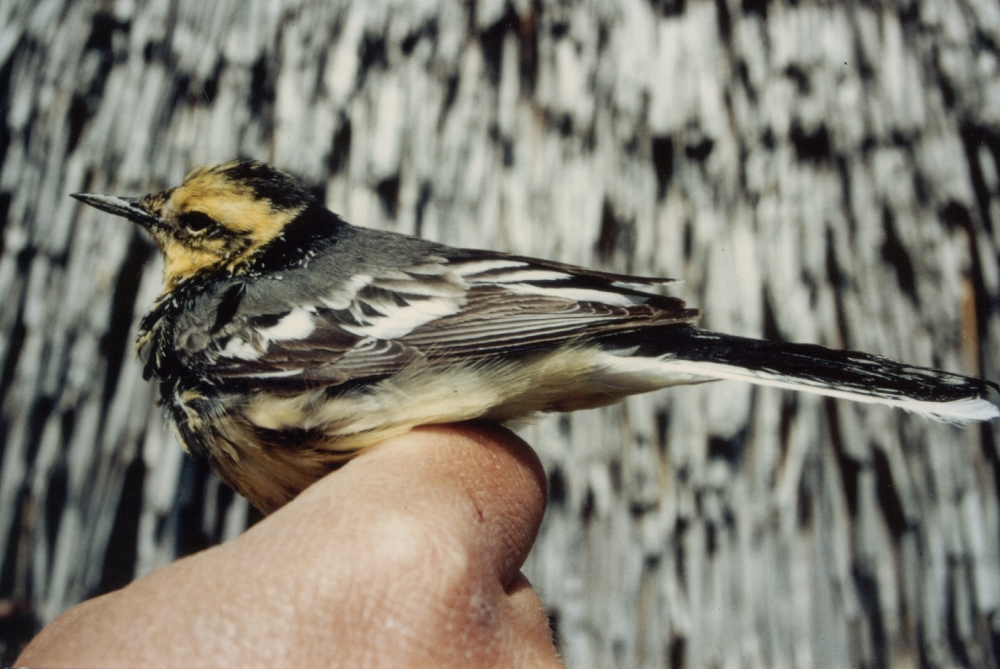
Az egyetlen Magyarországon gyűrűzött citrombillegető

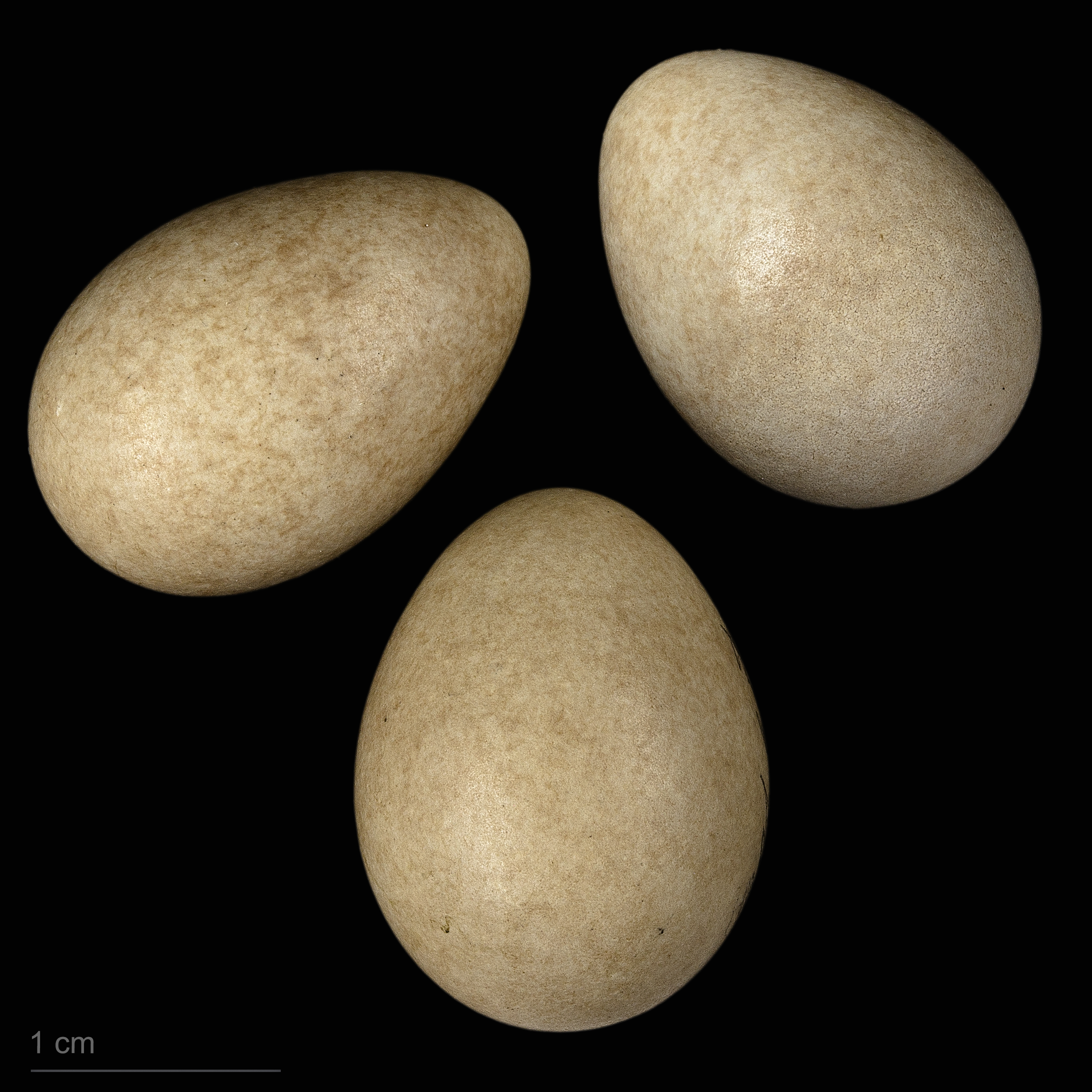
Motacilla citreola citreola

A citrombillegető (Motacilla citreola) a madarak osztályának verébalakúak (Passeriformes)  rendjébe és a billegetőfélék (Motacillidae) családjába tartozó faj.

## Alfajai
- Motacilla citreola citreola
- Motacilla citreola calcarata
- Motacilla citreola werae

## Megjelenése
Testhossza 17 centiméter, szárnyfesztávolsága 24–27 centiméter, testtömege 18–25 gramm. Feje és egész alsó teste élénk citromsárga, nyakának hátsó része és hasának eleje fekete. Szeme sötétbarna, csőre fekete, lába barnásfekete.
|  |  |

## Elterjedése és állományviszonyai
A Palearktiszban elterjedt madárfaj, a mongol-tibeti faunaelemek közé tartozik. Fészkelőterületének fő része Kelet-Európa északi és középső részeitől Közép-Ázsián át Kínáig és a Himalájáig húzódik. Az elterjedési terület a Kelet-európai-síkság északi részén a Kola-félszigetig, a Kelet-európai-síkság középső részein Finnország déli részéig és a Baltikumig nyúlik.
Az 1970-es évek óta erőteljesen nyugati irányba terjeszkedő faj, Ukrajnában 1976-ban költött először, de terjeszkedése során elérte Fehéroroszországot, 1987-ben Litvániát, 1991-ben Észtországot, 1993-ban Lettországot, a későbbiekben pedig megjelent fészkelőként Lengyelország északi részén, sőt újabban már Németországban és Finnországban is költ. Terjeszkedését az utóbbi évtizedek klímájának melegedésével hozzák összefüggésbe.
Teljes európai állományát a törökországiakkal együtt 210 000 és 520 000 pár közöttire becsülik. A faj által újonnan meghódított területek fészkelő állománya: Ukrajnában – ahol csak 1976 óta fészkel – az állomány 8300 és 13 800 pár közötti, Fehéroroszországban 1000–2500 pár, Litvániában 50–100 pár, Lettországban 5–20 pár, Észtországban 1–10 pár, Lengyelországban 25–50 pár, Finnországban 5–30 pár, Németországban 1 pár költ.

## Vonulása
A nagyarányú nyugati irányú terjeszkedéssel összefüggésben az 1980-as évek eleje óta Európa országaiban a faj egyre gyakoribb kóborlóként. Telelőterületei a Kaszpi-tengertől délre, a Perzsa-öböl környékén, a Hindusztáni- és az Indokínai-félsziget északi részein vannak. A terjeszkedéssel összefüggésben valószínűleg a telelőterület is nyugati irányba tolódott, a Közel-Keleten is egyre gyakrabban fordul elő télen, és a Fekete-tenger nyugati partvidékén is rendszeres tavaszi átvonulóvá vált.

## Magyarországi előfordulása
Magyarországi előfordulásai a nyugati irányú terjeszkedéssel függnek össze. Nálunk először 1989. május 6-án észleltek egy hím példányt a fertőrákosi üdülőtelepen, a Fertő partján. Második előfordulása szintén a Fertő mellett volt: 1992-ben ismét csak május 6-án egy hím példányt fogtak és gyűrűztek a leeresztett Hansági-főcsatornában Mekszikópusztán. 1992 óta szinte minden év tavaszán észlelték, az egy gyűrűzéstől (3%) eltekintve minden esetben (97%) megfigyelték a madarakat, sokszor fénykép is készült róluk. Magyarországon 2006-ig harmincnyolc esetben összesen negyven példány került elő, ami azt jelenti, hogy az esetek nagy részében (95%) magányos madarakat észleltek, mindössze két alkalommal fordult elő ugyanazon a területen egyszerre két egyed. Általában a feltűnőbb, élénk színű hím madarakat könnyebben észre lehet venni, ezért többször figyeltek meg hímet, mint tojót. A megfigyelések területi eloszlását tekintve a negyven példány 50%-a a Tiszántúlon került elő, az adatok nagyrészt a Hortobágyról és környékről, valamint a Bihari-síkról származnak. 25% származik a Duna–Tisza közéről, főleg a dél-alföldi halastavak és a Kiskunság területéről. 18%-ban került elő a Dunántúlon. További dunántúli adatai a hahóti tőzegbányatavakról és a Sumonyi-halastóról valók. Észak-Magyarországról mindössze a megfigyelések 7%-a származik. Ezek szerint a fajt rendszeres, de kis számú tavaszi átvonulónak kell tartanunk Magyarországon.
Terjeszkedése miatt a telelőterület is kiterjedt nyugati irányban, s ennek következtében az ország keleti része valószínűleg már beleesik a tavasszal északi, északnyugati irányba vonuló madarak vonulási útjába, legalábbis annak a nyugati szélébe.

## Életmódja
Ízeltlábúakkal táplálkozik. Hosszútávú vonuló.